# Cella Delavrancea
Cella Delavrancea (Bucarest, 15 dicembre 1887 – Bucarest, 9 agosto 1991) è stata una pianista, scrittrice e musicologa rumena.

## Biografia
Figlia maggiore di Maria (1862-1938), nata Lupaşcu e dello scrittore e più volte ministro Barbu Ștefănescu Delavrancea, che conobbe la futura moglie mentre era professore a Miller-Verghy. La madre Maria, laureata in filosofia e matematica, ma anche una pianista apprezzata, fu la direttrice della Scuola centrale dal 1912 e fino alla pensione nel 1927. I coniugi Delavrancea ebbero 4 figlie: Cella, la più grande, Marioara o Margareta "Bebs" (1888-1937) insegnante di lettere e filosofia, Niculina "Pica" (1890-1981), pittrice sposata con il medico Raul Dona e Henrieta "Riri" per gli amici (1894-1987), architetta e componente del cenacolo di Eugen Lovinescu, sposata nel 1918 con l'ufficiale francese Emile Gibory.

### I primi anni

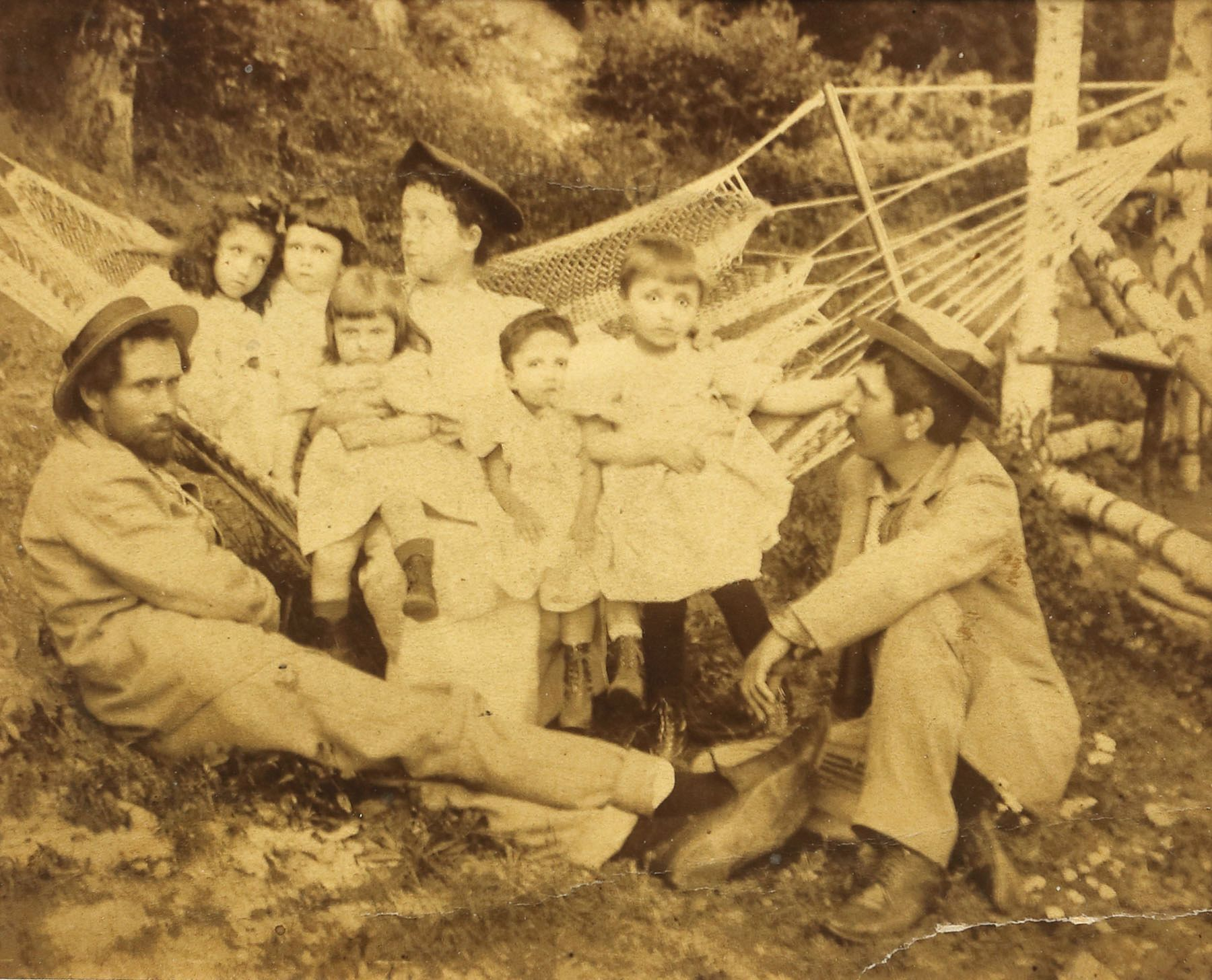
Una giovanissima Cella Delavrancea con la famiglia nel 1905

Cella Delavrancea studiò pianoforte, all'inizio in famiglia, poi frequentando il Conservatorio di Bucarest, ed in seguito quello di Parigi. Dato che suo padre era un amico intimo della famiglia Caragiale, Cella passò l'infanzia in compagnia dei figli, che evocò nelle sue memorie.

Nel 1909, dopo averla sentita, Ion Luca Caragiale scrisse:
(Ion Luca Caragiale, Universul, 1909, 4 maggio, p. 1)

### Vita personale
Fu una delle amiche intime della regina Maria di Romania
Durante la prima guerra mondiale sposò il diplomatico Viorel Virgil Tilea dal quale si separò per convolare a nozze con Aristide Blank, il fondatore della Marmorosch-Blank Bank, attuale BRD – Groupe Société Générale. Vissero insieme nell'edificio classico su strada Romana (oggi strada Eminescu 151, a lato della chiesa Precupetii Vechi) e da sola dopo il divorzio negli anni '20 e fino alla sua morte nel 1991. Seguì un terzo matrimonio con Philippe Lahovary che per lei rinnovò la villa (conac) di Slăviteşti, vicino Râmnicu Vâlcea).
Ebbe un'intensa relazione sentimentale con Nae Ionescu (filosofo e politico rumeno, mentore spirituale della "generazione Eliade") iniziata durante la detenzione del politico nel carcere di Miercurea Ciuc. Quando, a quasi due mesi dalla sua liberazione del 24 giugno 1939, Nae Popescu subì un primo infarto, senza trasferirsi a villa Băneasa (disegnata dall'architetto G.M. Cantacuzino nel 1936 e abitata poi da Ion Antonescu), Cella assunse il ruolo di padrona di casa: fece da tramite tra i medici e la famiglia, organizzò, ogni lunedì, incontri su temi filosofici tra il compagno e Mircea Eliade, Constantin Noica e Mircea Vulcănescu. Alla morte di Nae Ionescu che avvenne il 15 marzo 1940 in seguito ad un secondo infarto, Cella Delavrancea si allontanò dalla cerchia di amici iniziando l'attività concertistica all'estero.

## Carriera
Sostenne concerti in Europa, da sola e insieme ad altri artisti, spesso in duetto con George Enescu. Fece il suo debutto letterario nella rivista Bilete de papagal di Tudor Arghezi nel 1929.

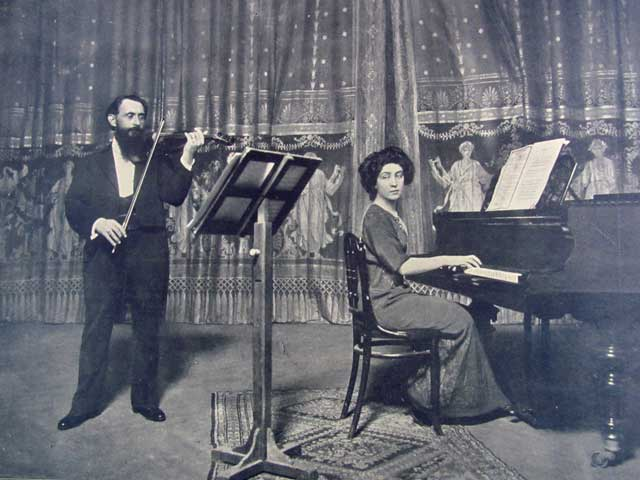
Cella Delavrancea al piano

Fu autrice di romanzi, romanzi e memorie. Dal 1935 pubblicò prosa e memorie e curò la cronaca musicale e artistica delle pubblicazioni "Cuvântul", "Muzica și poesia", "Timpul", "Curentul", "România literară" (1940), "Revista Fundațiilor Regale". Dopo il 1950, collaborò con "Contemporanul", "Gazeta literară", "Secolul 20", "Caietele Mihai Eminescu", scrisse e pubblicò centinaia di cronache musicali e testi dedicati ai fenomeni musicali. Come editorialista, debuttò nel 1946 con il volume di novelle Vraja, premiato dall'Editura Cultura Națională, dove Cella Delavrancea coltivò per lo più stati d'animo, l'interesse della scrittrice era diretto verso il mondo spirituale, le percezioni e le circostanze favorevoli all '"incantesimo". Le cronache del volume Arpegii în ton major (1970) rivelano "l'intelligenza musicale più penetrante" (Şerban Cioculescu) dalla scrittura rumena. Ritratti, ricordi, appunti di viaggio del Mozaic în timp sono trascrizioni di impressioni, sezionate per le sfumature più fini. Il volume Trepte muzicale (1984) contiene testi radiofonici dal 1942 al 1944.
Il volume di Scrieri (1982) ritrae l'intera opera letteraria, e in un secolo di vita (1987), oltre alle pagine memoriali, ci sono alcuni ritratti eccezionali del loro valore: Sergei Rachmaninov, Ferruccio Benvenuto Busoni, Rainer Maria Rilke, Paul Valéry, Gabriel Fauré.
()
 Scrisse O vizită în atelierul lui Brâncuși ("Una visita allo studio di Brâncuşi"), la storia della vita dello scultore che conobbe a Parigi nel 1922.
Dal 1950 iniziò anche la sua carriera di insegnante, dapprima come insegnante presso il Liceo Musicale di Bucarest, tra il 1950 e il 1954, poi insegnando pianoforte al Conservatorio di Musica di Bucarest, dal 1954 fino alla pensione. Molti pianisti di successo furono i suoi studenti: Nicolae Liceret, Dan Grigore, Radu Lupu. Con Dan Grigore instaurò una collaborazione e un'amicizia durature. Estremamente longeva, fu la prima artista nella storia della cultura rumena a partecipare alla celebrazione del suo centenario nel 1988 (lo scultore Ion Irimescu sarà il secondo artista a partecipare alla celebrazione del suo centenario, organizzato dall'Accademia rumena nel 2003) all'Ateneo rumeno attraverso un concerto di gala in cui si esibì al pianoforte insieme al pianista Dan Grigore.
Morì all'età di 104 anni e venne sepolta nel Cimitero Bellu a Bucarest.

## Volumi pubblicati
- Vraja, nuvele, Cultura Națională, 1946
- O vară ciudată, romanzo, 1975
- Arpegii în ton major, București, 1970
- Mozaic în timp, Impressioni. Viaggi. Ritratti. Ricordi, București, 1975
- Trepte muzicale, București, 1984
- Dintr-un secol de viață, cura e introduzione di Valeriu Râpeanu, București, 1987
- Scrisori către Filip Lahovari, edizione bilingue rumeno-francese, cura e prefazione Constantin Mateescu, București, 1998

### Musicologia e critica musicale (volumi)
- Arpegii în ton major, Bucureşti, 1970 („Cronici muzicale”, 1922-1970);
- Scrieri, a cura di Valeriu Râpeanu, Bucureşti, 1982 (contiene: Vraja - novelle, O vară ciudată - romanzo, Mozaic în timp - Impressioni, viaggi, ricordi e ritratti eArpegii în ton major - Cronaca, ritratti, danza);
- Trepte muzicale, Bucureşti, 1984 (contiene trasmissioni radiofoniche su Johann Sebastian Bach, Ludwig van Beethoven, Frederic Chopin, Robert Schumann, musica francese e italiana etc.);
- Dintr-un secol de viaţă, a cura di Valeriu Râpeanu, Bucureşti, 1988 (contiene: Universul prieteniei şi lumea frumosului, Clipe de viaţă, Călătorii, Arpegii în ton major,  Cei de ieri şi cei de azi - Ricordi, ritratti, note, pagine ritrovate).

### Musicologia (articoli)
- Despre creaţie şi interpretare (1955), in Arpegii în ton major, Bucureşti, 1970;
- Câteva însemnări şi amintiri despre muzicanţii de odinioară, in Studii de muzicologie nr.1, 1956;
- Tradiţie şi inovaţie în arta muzicală (1958), in Arpegii în ton major, Bucureşti, 1970;
- Constantin Brăiloiu (1968), in Cercetări de muzicologie nr. 2, Bucureşti, 1970;
- Beethoven, în „Secolul 20” nr. 4, Bucureşti, 1971;
- Eminescu oglindit în Chopin (1972), in Dintr-un secol de viaţă, Bucureşti, 1988.

## Documentario
- Enescu in inima mea (1994), con Yehudi Menuhin[18]